# Ben Bachmair
Ben Bachmair (* 1943) ist ein deutscher Pädagoge. Er war von 1978 bis 2008 Professor für Erziehungswissenschaft und Medienpädagogik an der Universität Kassel.

## Werdegang
Bachmair studierte 1963 bis 1966 auf Lehramt und 1966 bis 1969 Pädagogik, Psychologie und Physiologie an den Universitäten in München und Erlangen. Er wurde 1969 an der Universität Erlangen zum Dr. phil promoviert.
Bachmair war von 1978 bis zu seiner Emeritierung im Oktober 2008 Professor für Erziehungswissenschaft und Medienpädagogik an der Universität Kassel.
Zwischen 1975 und 1977 war er Stipendiat der Deutschen Forschungsgemeinschaft.

## Schriften (Auswahl)
- TV-Kids. Ravensburg: Maier ²[1994]. ISBN 3-473-42729-2
- Höllen-Inszenierung "Wrestling". Beiträge zur pädagogischen Genre-Forschung. Hrsg. von Ben Bachmair und Gunther Kress. Opladen: Leske und Budrich 1996. ISBN 3-8100-1613-6
- Fernsehkultur. Subjektivität in einer Welt bewegter Bilder. Opladen: Westdt. Verl. 1996. ISBN 3-531-12876-0
- Ben Bachmair (Hrsg.): Fernsehen zum Thema machen. Elternabende als Beitrag zum Jugendmedienschutz. Hrsg. von der Hessischen Landesanstalt für Privaten Rundfunk. München: KoPäd-Verl. 1997 (Schriftenreihe der LPR Hessen 3). ISBN 3-929061-73-2
- Schulpraktikum vorbereiten. Pädagogische Perspektiven für die Praxis. Hrsg. von Heinrich Dauber und Dietfrid Krause-Vilmar. Mit Beiträgen von Ben Bachmair. Bad Heilbrunn/Obb.: Klinkhardt 1998. ISBN 3-7815-0960-5
- Abenteuer Fernsehen. Ein Begleitbuch für Eltern. München: Dt. Taschenbuch-Verl. 2001. ISBN 3-423-36243-X